# Grand réseau sud de Paris
Pour les articles homonymes, voir GRS.
Le Grand réseau sud (GRS) est un réseau de galeries souterraines situé sous les 14e, 15e, 5e et 6e arrondissements de Paris. 
C'est à l'origine une multitude d'anciennes carrières, consolidées par des piliers, remblayées, puis reliées entre elles par des galeries souvent maçonnées par les ouvriers de l'Inspection des carrières au XIXe siècle.
L'ensemble de ces galeries mesure plus de 100 km de long, soit les deux tiers des galeries de carrières encore présentes sous la capitale. Certaines de ces parties ont été aménagées pour des usages très divers, allant du bunker à la brasserie en passant par l'abri antiaérien ou le cellier.
Ce réseau est aujourd'hui fréquenté notamment par des cataphiles qui bravent l'interdiction de s'y rendre sans autorisation.

## Géologie

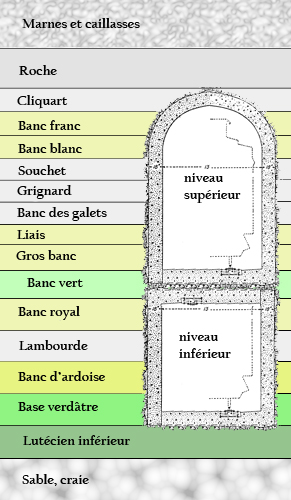
Vue simplifiée des bancs de roche qui composent la géologie du GRS. En jaune, les bancs exploitables pour la construction.

Les bancs francs, qui représentent les bancs les plus souvent visibles lorsque l'on visite le GRS, se subdivisent en six sortes :
- Le banc de laine, ou cliquart, ou banc des galets. D'une faible épaisseur, il contient peu de fossiles. Sa consistance varie selon les cas et ressemble à celle des lambourdes lorsqu'elle est tendre, du liais lorsqu'elle est dure.
- Le grignard, ou coquiller. Très riche en fossiles, ce banc est peu exploitable, car il est trop constellé de coquillages pour donner des blocs réellement solides.
- Le souchet. Très tendre, peu compact, il va donner son nom au souchevage, une technique d'extraction de la pierre. En effet, pour commencer à exploiter les bancs situés juste au-dessus, les carriers extraient le souchet de manière à créer un espace vide horizontal, puis creusent des fentes sur le côté du bloc à extraire (ce que l'on appelle le défermage). Contenant quelquefois des galets et des fossiles, le souchet se délite facilement.
- Le banc blanc, ou banc royal, ou liais franc, ou remise. D'un grain fin et serré, il donne des blocs de bonne qualité, qui se vendront à prix d'or pendant les chantiers du XVIIIe et du XIXe siècle.
- Le banc franc, ou haut banc, ou banc royal, ou rustique. Il ressemble au banc blanc, et donne lui aussi des blocs de qualité, mais on l'en distingue par le fait qu'il contient beaucoup moins de fossiles.
- La roche, ou ciel de carrière. Cette couche, très dure et très coquillière, est souvent laissée en place pour servir de toit à la carrière (que l'on appelle ciel de carrière)[2].

Ce que l'on peut voir d'une galerie à l'autre, en termes de géologie, varie souvent dans le réseau. Parfois, d'un endroit à l'autre de la même galerie, la couche visible varie. Ainsi, la galerie située sous la rue Saint-Jacques, qui monte légèrement en hauteur lorsque l'on va du sud vers le nord, s'enfonce dans les marnes. Celles-ci ne sont pas visibles dans la partie sud de la galerie, mais composent sa partie supérieure lorsqu'elle longe les carrières des Capucins et du Val-de-Grâce, puis en constituent la totalité un peu avant la rue Royer-Collard.
Autre exemple : au Carrefour des Morts, les galeries du niveau inférieur ne présentent pas la même physiologie que celles du niveau supérieur. Au lieu de bancs francs, on y trouve plutôt du banc royal, dont la masse homogène et striée se distingue par sa blancheur. Il est également possible de remarquer, dans ce secteur du GRS, que les galeries du niveau inférieur sont parfaitement sèches alors que celles situées juste au-dessus sont parfois inondées. Pour comprendre ce phénomène, il suffit de se rappeler que le banc vert (voir schéma ci-contre), qui sépare les deux niveaux, est un banc argilifère, ce qui le rend étanche et provoque une rétention d'eau dans les galeries du niveau supérieur.

## Histoire

### Antiquité et Moyen Âge
Le GRS n'existe en tant que réseau unifié que depuis le XIXe siècle. Auparavant, il n'existait que de petits réseaux séparés. L'histoire de ces réseaux est très ancienne : dès le Ier siècle apr. J.-C., les Romains importent avec eux leurs coutumes de construction et exploitent les bancs de pierre à bâtir qui affleurent au sol, dans ce que l'on appelle alors la vallée de la Bièvre. Ainsi en fut-il de la carrière qui devint La Fosse aux Lions. Ils exploitent le calcaire, une pierre au grain fin, idéale pour les constructions. Rapidement, les fosses d'extraction prennent une place de plus en plus grande et deviennent gênantes pour les espaces agricoles et habitables, c'est pourquoi on commence à creuser des galeries souterraines, desquelles on tire les blocs de calcaire extraits.
Durant toute l'Antiquité tardive et le Moyen Âge, l'exploitation se fait sous la conduite d'entrepreneurs divers. Ceux-ci possèdent des parcelles exploitables, dans lesquelles travaillent des carriers, ouvriers extrayant et acheminant les blocs jusqu'à la sortie de la carrière. Au Moyen Âge, l'extraction de la pierre est directement soumise au droit régalien : pour avoir le droit d'exploiter les ressources souterraines, les entrepreneurs doivent payer une taxe au Grand Maître des Mines de France, en plus d'un dixième du produit de l'exploitation, directement prélevé par le pouvoir royal. Les différentes exploitations ne sont bien sûr pas reliées entre elles : aucun plan d'ensemble n'existe et l'autorité royale ne s'en préoccupant pas, les exploitants n'ont pas d'intérêt à recenser et unir leurs réseaux respectifs. Quand bien même ils le voudraient, ils ne le pourraient pas, dans la mesure où leur parcelle exploitable est bornée par des limites de propriété et qu'il leur est interdit, à partir du XVIIe siècle, de creuser sous la voie publique.
Les carrières de la vallée de la Bièvre sont exploitées selon la méthode dite des piliers tournés. Il s'agit là de la seule méthode d'exploitation connue à l'époque (si l'on exclut l'exploitation par fosse d'extraction, c'est-à-dire à ciel ouvert, abandonnée depuis longtemps en raison de la taille des fosses et de l'oxydation des bancs de calcaire). Elle consiste à extraire la moitié de la masse exploitable, et à laisser le reste inexploité, pour que la masse restante joue un rôle de soutènement des couches supérieures, à l'instar de piliers naturels. Ces piliers sont dits tournés parce que les carriers prélèvent la pierre en tournant autour du pilier qu'ils laissent en place. Leur aspect est souvent sinueux, du fait que les carriers suivent les veines de roche les plus prometteuses en se souciant peu de la forme qu'ils donnent aux galeries. Quelques-unes de ces galeries d'exploitation sont encore visibles, notamment dans le réseau du Val-de-Grâce.
Ce mode d'exploitation possède l'immense inconvénient de laisser inexploitée une grande partie de la masse, et de forcer les carriers à aller chercher plus loin (et à acheminer en conséquence) des blocs qui se trouvent déjà près d'eux. En conséquence, les piliers tournés furent progressivement rognés au fil des siècles, d'autant plus que la demande de pierre à bâtir augmenta constamment. Ainsi, le ciel de carrière est de moins en moins maintenu et le terrain en surface se fait de plus en plus fragile. Des fontis se forment et des effondrements ont lieu. Au XVIIe siècle, une charrette est engloutie par un fontis venu au jour. Plusieurs arrêtés du Conseil d'État restreignent les zones exploitables, sans que cela soit beaucoup suivi d'effet.

### XVIIIeetXIXesiècles
Le 7 septembre 1755, un arrêt ordonne le recensement de toutes les carrières souterraines. Il apparaît cependant que recenser ne suffit pas : nombre d'exploitations, jadis actives, sont abandonnées depuis longtemps et oubliées. En l'absence d'inspection et d'entretien, le ciel s'y détériore, des fontis apparaissent, sans que l'on puisse les enrayer, faute d'accès à la carrière en question. Entre 1774 et 1776, une série d'effondrements ont lieu dans les quartiers sous-minés. Le plus grave d'entre eux advient rue d'Enfer, le 17 décembre 1774, à la hauteur de l'actuel boulevard Saint-Michel. C'est donc dans une atmosphère d'inquiétude que Louis XVI nomme une commission dépendant du bureau des finances afin de résoudre le problème. Par la suite, la commission est détachée de l'affaire et laisse place à l'Inspection générale des carrières, dirigée par Charles-Axel Guillaumot, qui va s'occuper des carrières à plein temps.
Les carrières connues sont systématiquement confortées, puis cartographiées. Un laisser-aller de plusieurs siècles a rendu de nombreux endroits extrêmement fragiles et l'Inspection œuvre dans l'urgence. Le premier secteur conforté fut celui de la rue Saint-Jacques, dont la galerie d'inspection devient rapidement riche de plaques indicatives, témoignant de l'activité intense des ouvriers de l'IGC. Mais Guillaumot ne limite pas sa tâche à la confortation des secteurs déjà identifiés. Plus encore que ceux-ci, les multiples petites exploitations des siècles précédents, abandonnées et souvent oubliées, n'ont pas été entretenues depuis des décennies. L'Inspection se charge donc de retrouver ces anciens réseaux, et lorsque c'est possible de les relier au réseau unique qui est en train de se mettre en place. Tandis que certains ouvriers remblayent les vides déjà connus ou les confortent, d'autres creusent de nouvelles galeries, parfois directement dans la masse, afin de trouver d'éventuels réseaux devenus inaccessibles.
À la même époque, Guillaumot, puis son successeur Héricart de Thury, créent les Catacombes de Paris. Depuis plusieurs siècles, les cimetières parisiens commencent à poser des problèmes de salubrité : trop pleins, déjà remplis par les cadavres de dizaines de générations de Parisiens, ils continuent d'être remplis et contaminent les alentours. En 1785, sur la suggestion d'un lieutenant de police, on décide de se débarrasser du trop-plein d'ossements (les cadavres restent dans des fosses communes) en les mettant dans la carrière située sous le lieu-dit de la Tombe-Issoire. Peu à peu, les cimetières sont supprimés et remplacés par d'autres cimetières plus grands, situés en dehors de la ville et dégorgeant celle-ci de ses innombrables cadavres surnuméraires, tandis que les ossements sont systématiquement placés dans les carrières.
Sous l'inspectorat de Guillaumot, on se contente d'entreposer les ossements en tas. C'est Héricart de Thury qui a l'idée de transformer en ossuaire visitable ce qui n'était jusqu'ici qu'une annexe de cimetière ; les ossements sont rangés par cimetière de provenance, on en fait des hagues (de petits murs), on utilise les crânes pour en faire des motifs décoratifs et l'on ajoute quelques plaques taillées, sur lesquelles sont gravées des vers (choisis par Thury) destinés à faire réfléchir le visiteur sur la brièveté de la vie.
Fermé en 1833 et rouvert en 1874, l'ossuaire général de la ville de Paris est resté officiellement visitable jusqu'à nos jours. Il faisait techniquement partie du GRS dont il occupait le secteur central. Pour empêcher les visiteurs de se perdre en s'aventurant dans n'importe quelle galerie, on avait tracé un trait sur le plafond, au noir de fumée, que les visiteurs devaient suivre. Ce n'est que vers la fin du XXe siècle que l'ossuaire a été séparé du GRS ; l'Inspection a en effet injecté du béton dans toutes les galeries qui les reliaient l'un à l'autre, avec une épaisseur de 1 à 10 m, pour empêcher les intrusions de cataphiles.
Pendant tout le XIXe siècle, le GRS sera créé par agrégation de tous les petits réseaux déjà existants, ceci permettant un accès plus rapide et facile aux zones à inspecter. Près de trois cents accès sont creusés ou construits, ainsi que des puits d'aération, pour assurer le renouvellement de l'air. Les vides de carrière sont presque systématiquement remblayés et/ou maçonnés, l'IGC ne laissant en général qu'une galerie d'inspection permettant de vérifier l'état du ciel de la carrière.
Le GRS tel qu'il existe aujourd'hui ne s'est pas fait en un jour : il aura fallu près d'un siècle et demi, soit plus que le total de tous les travaux menés au XIXe siècle, pour conforter convenablement la (quasi-)totalité du réseau.

### DuXXesiècleà nos jours
Alors que le travail considérable commencé en 1776 se termine avec le XIXe siècle, Les travaux du métropolitain puis la seconde guerre et le développement du téléphone à la Libération vont (re)façonner le Grand Réseau pour la dernière fois.
À partir de la fin du XIXe siècle, les vides de carrière du grand réseau sud intéressent ceux qui se trouvent au-dessus. Les brasseries Gallia et Dumesnil achètent à l'IGC un droit d'usage sur des vides se situant, pour la première sous la rue de la Voie Verte, pour la deuxième sous la rue Dareau. Ces vides seront aménagés en brasseries et en celliers : on y fabrique de la bière et on la conserve. Les conditions se prêtent idéalement à cela : la température en carrière est constante (15 °C été comme hiver) et l'hygrométrie ambiante y favorise la fermentation de l'orge. Pour l'eau, on se servait de puits creusés dans la nappe phréatique. Avec l'augmentation de la demande et de la production des brasseries, il arrive que le nombre de puits disponibles soit insuffisant, et on n'hésite pas à en creuser de nouveaux. Ainsi, la brasserie Dumesnil, qui s'étendait sur un double étage (situé à 13 mètres pour le premier et à 19 mètres pour le second), était alimentée par un puits foré à 95 mètres de profondeur. Ces brasseries ne disparaîtront que tardivement, Dumesnil continuant d'utiliser les lieux jusque dans les années 1960. Aujourd'hui encore, il est possible de voir des poutres métalliques et des piliers de soutènement spécifiques, qui témoignent de l'activité de l'époque.
Après quelques galeries crées ou modifiées à l'aplomb de la ligne de Sceaux dans les secteurs de Montsouris et Denfert, les travaux du métro vont conduire à remanier le plan du GRS : si certaines galeries historiques disparaissent (boulevard Saint-Jacques), une grande galerie double et rectiligne sur deux niveaux de carrières en certains endroits est créée sous le boulevard Raspail qui soutient la ligne 12. Le secteur Montparnasse se trouve lui aussi fortement remanié. Ces galeries présentent la particularité d'être réalisées en meulière, plus économique et jugée pouvant mieux supporter les vibrations du métro.
On trouve dans ces réalisations « ferroviaires » les dernières consolidations datées du réseau et marquées au pochoir : 1906.
D'autres endroits du GRS furent aménagés comme abris, dans un but de défense passive. Pendant la Première Guerre mondiale, divers services songent à utiliser à cet effet les vides de carrière situés sous Paris : l'Inspection émet en retour des avis négatifs (vides trop petits, trop profonds, travaux d'aménagement trop lourds…). Le projet est abandonné à la fin de la guerre. Il sera repris dans les années 1930, lors de la montée en puissance de l'Allemagne nazie. Le métro, les caves, commencent à être aménagés en vue de servir d'abri, mais c'est également le cas de certaines zones du GRS que l'Inspection accepte cette fois-ci de prendre en charge. Le plus grand abri construit en carrière sera le poste de commandement no 2, bâti sous le square Froidevaux, près de la place Denfert-Rochereau. Les caractéristiques du lieu se prêtent idéalement à un tel aménagement : « profondeur de 19 mètres, hauteur sous le ciel de 2,40 mètres, surface aménageable de 600 m2 susceptible d'accueillir mille deux cents personnes ». En novembre 1937, le gros œuvre de l'abri est bouclé, et l'abri lui-même est achevé en mars 1938.
En 1943, sous l'Occupation, les Allemands interdisent à l'Inspection des Carrières de faire ses rondes dans certaines zones du réseau. Sous le lycée Montaigne, près du Sénat, ils construisent un bunker dans des galeries qu'ils isolent du réseau par des murs de béton. Une grande partie des murs sont renforcés, au béton ou au mortier ; on installe des portes blindées, l'électricité, l'eau et le téléphone. Contrairement à ce que sa qualification de bunker pourrait laisser présager, cet abri allemand n'a pas servi de dépôt d'armes, ni de forteresse, mais semble n'avoir été utilisé qu'à des fins de défense passive.
Parallèlement, en janvier 1944, le chef du gouvernement de Vichy Pierre Laval demande aux services de l'inspection (avec l'autorisation de l'ambassadeur du Reich Otto Abetz) de lui construire un abri sous la rue des Feuillantines. Bien que Laval n'ait jamais précisé l'utilisation exacte qu'il comptait en faire, l'ampleur des travaux réalisés semble indiquer qu'il prévoyait de s'y réfugier, éventuellement pour une longue durée ; les consolidations existantes sont renforcées, certains espaces transformés en pièces (cuisine, bureau, salon, salle de bain…) dont les plafonds sont revêtus de feuilles d'amiante, tandis que le sol est recouvert d'un dallage variable selon la fonction prévue pour chaque pièce. On installe l'électricité, le téléphone et l'eau, ainsi qu'un chauffage central, des sanitaires et un système de ventilation. De tels travaux nécessitaient des moyens importants : pour y pourvoir, l'Inspection a installé un groupe électrogène sous le Val-de-Grâce, en utilisant comme cheminée un ancien puits d'aération afin d'évacuer les gaz d'échappement. Terminé au mois d'août 1944, juste avant la Libération, l'abri ne fut jamais utilisé comme refuge. Tout juste y emprisonna-t-on quelques collaborateurs, pendant quelques semaines, après quoi il fut définitivement abandonné.
Le poste de commandement no 2 n'ayant pas été reporté sur les planches de l'Inspection, pas plus qu'il n'avait été dévoilé au public, il était resté inconnu des Allemands. Toujours utilisé par la direction technique des eaux et de l'assainissement de Paris, il communiquait avec les carrières par des couloirs pourvus de portes blindées. On y trouvait également un standard téléphonique, non susceptible d'être espionné par l'occupant, de par le caractère semi-clandestin de l'abri. L'un des ingénieurs qui connaissaient son existence, M. Tavès, appartenait à la Résistance depuis décembre 1942. C'est grâce à lui que le colonel Henri Rol-Tanguy, ainsi que l'état-major des FFI, purent s'y installer, le 20 août 1944. Du 20 au 25 août, l'abri connut l'activité d'un poste de commandement militaire. Le 24 août au soir, Rol-Tanguy fut prévenu de l'arrivée des troupes alliées à l'hôtel de ville, où il se rendit aussitôt ; le 25 août, Paris était entièrement libérée, et l'état-major, n'ayant plus besoin de se cacher dans un abri clandestin, quitta les lieux.            
Le développement du réseau téléphonique tout au long du XXe siècle va lui aussi modifier l'aspect du GRS pour près d'un siècle. Les câbles téléphoniques présents dès le début du siècle vont envahir les galeries sur les grands axes de circulation. Avec la défense passive, ce sera la dernière affectation utile des carrières sous Paris : les PTT font foncer de nouveaux puits d'accès aux carrières et aux câbles, construire de grands escaliers d'interconnexion aux infrastructures téléphoniques situées sous les rues. Le décâblage du GRS s'achève au début des années 2000 et le passé téléphonique des catacombes entre dans l'histoire.         
Outre la construction des abris, reflétant le besoin nouveau de se réfugier massivement sous Paris pour échapper au feu du ciel, le XXe siècle a vu le réseau se réduire et se morceler. Lorsque le métropolitain est construit, dans les années 1900, plusieurs galeries d'inspection sont détruites (car elles se trouvent sur le trajet du métro). Elles sont remplacées par des galeries en pierre meulière, situées sous les rues Delambre, Huyghens et le boulevard Edgar-Quinet. Ce remplacement des galeries disparues par d'autres galeries est le dernier en date. Depuis, l'Inspection s'est particulièrement attachée à combler, murer et injecter. Lorsque la tour Montparnasse est construite, les galeries situées au-dessous sont pour quelques-unes transformées en cave (et bétonnées), les autres sont injectées ou traversées par les immenses tiges de métal qui servent de fondations à la tour. L'ossuaire municipal, les caves de l'Observatoire de Paris, la carrière des Capucins sont isolés du reste du réseau, par l'injection des galeries situées à leurs limites. Il s'agit généralement d'empêcher les intrusions, en particulier des explorateurs clandestins, ou de renforcer la stabilité du sol en raison des constructions de nouveaux bâtiments.
Au cours des années 80, la cataphilie naît dans le GRS. Des fêtes sont organisées dans les endroits assez grands pour accueillir du monde (notamment la salle Z située sous le Val-de-Grâce), puis des explorateurs, de plus en plus nombreux, s'aventurent dans les galeries qu'ils voient au-delà des lieux de festivités.
En 1985, Anne Lauvergeon, est nommée adjointe de l'inspecteur général des carrières, elle a pour mission de contrecarrer ce phénomène cataphile en faisant d'une part combler nombre d'accès et d'autre part en morcelant le Grand Réseau Sud par des bouchons de béton obstruant les galeries pour empêcher la promenade. Le dessein de Charles-Axel Guillaumot de réaliser un réseau unitaire est trahi.[non neutre]
Les cataphiles ne vont pas rester passifs à cette action et vont creuser des chatières de contournement de tous ces « grands barrages » de béton pour rétablir l'unité du réseau. Le projet de l'Inspection générale de morceler le GRS est un échec mais le réseau s'en trouve irréversiblement défiguré, plus difficile à inspecter et mal aéré du fait de l'obstruction des puits et des galeries, ce qui provoque sans doute une accélération de la détérioration des maçonneries.
De nos jours, en dépit des nombreuses mesures prises pour y mettre fin, la cataphilie existe toujours, et c'est dans le plus grand réseau de Paris et de France que se rencontrent régulièrement les explorateurs souterrains habitués des lieux.

## Zones ou secteurs

### Rue Saint-Jacques

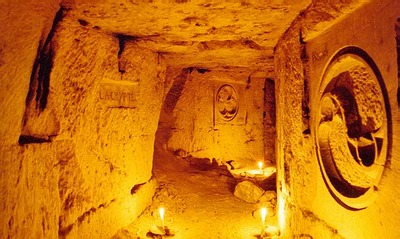
La Crypte et ses rosaces, juste en dessous de la galerie Saint-Jacques.

S'étendant sous plus de 2 kilomètres, cette galerie est la première à avoir été confortée lorsque les autorités ont pris à bras-le-corps les problèmes posés par les carrières. Elle a été confortée dès 1776, avant même la création de l'Inspection générale des carrières, sous le mandat d'Antoine Dupont. Ses murs abondent en indications, dont beaucoup datent d'avant la Révolution.
Les bâtiments situés à l'époque au-dessus de la galerie y sont indiqués avec précision. L'hôtellerie de la Herse, le Mont Saint-Adrien, situés respectivement au 266 et au 330, le couvent des bénédictins anglais (écrit « anglois ») du no 269, ont chacun leur plaque indicative en souterrain. La plupart des numéros de la rue sont également transposés : par exemple, une plaque portant le numéro 152 indique le 152 rue Saint-Jacques. Les premières plaques taillées sont surmontées d'une fleur de lys, gravée et peinte au noir animal, comme le numéro. En 1793, sous la Terreur, les fleurs de lys sont systématiquement burinées, tandis que les appellations « saint » visibles sur certaines plaques se voient effacées. Plusieurs d'entre elles seront retaillées quelques années plus tard ; quant aux fleurs de lys, elles seront remplacées par de petites étoiles.
Entre les numéros 28 et 51, le visiteur passe sous plusieurs arches voûtées. Celles-ci symbolisent l'ancienne barrière de l'Octroi, frontière fiscale imposant une taxation à toutes les marchandises qui entraient dans Paris. Plusieurs contrebandiers ont eu l'idée de passer par les carrières pour échapper à la taxe : ils étaient activement recherchés par les Brigades de l'Octroi, ancêtres des policiers en souterrain modernes. Leur surveillance a permis la découverte de plusieurs chatières, petits tunnels creusés clandestinement pour passer d'une cave proche à la galerie de carrière. D'autres chatières de ce type ont été découvertes à la fin du XIXe siècle, tout à fait par hasard.
Un peu plus au sud se trouve une galerie située sous la rue Humboldt. Du côté nord de cette galerie, une plaque taillée indique « rue Humboldt », tandis que du côté sud, juste en face, une autre plaque (dont la graphie plus ancienne montre qu'elle date d'avant le XIXe siècle) indique « rue de Biron - côté nord », ceci correspondant à l'ancien nom de la rue.
De par sa haute fréquentation, la galerie de la rue Saint-Jacques a été particulièrement exposée au tag. Il y reste cependant de nombreuses épures, des signatures de carriers et des indications diverses, dont certaines, plus anciennes que l'Inspection, sont d'un âge difficile à établir. Les lieux notables que l'on peut trouver à proximité de la galerie sont :
- Le cabinet minéralogique Gambier-Major. Il s'agit du seul cabinet de ce type à être entièrement visible et visitable dans le GRS. Variante souterraine des cabinets de curiosités à la mode au XIXe siècle, il a été construit sous le mandat d'Héricart de Thury. On y trouve un escalier central droit, ainsi que de hauts bancs de pierre et un petit banc en béton. L'escalier servait à exposer des morceaux de roche, tous représentatifs d'une couche géologique du Lutécien. En raison de la fréquentation souterraine soutenue, les inscriptions et signatures ont toutes disparu au fil du temps. Le plafond, où l'on pouvait jadis voir une rose des vents, est aujourd'hui complètement noir en raison d'un champignon qui s'y est installé[20]. L'endroit reste cependant entretenu par des habitués, les graffitis y sont régulièrement effacés et les cataphiles considèrent le cabinet comme l'un des squats les plus notoires du réseau.
- Cabinet-bis ou Salle de repos des carriers. Longtemps remblayée et inaccessible, cette salle a été déblayée de 1996 à 2003. On y a découvert les contours d'une ancienne salle de carriers, puis une niche voûtée, vouée à recevoir une statue de la Vierge ou d'un saint.
- La Crypte (voir photo ci-contre). Il s'agit d'une petite galerie occupant un niveau inférieur. On peut y admirer deux rosaces, sculptées en 1993 dans le front de taille et partiellement vandalisées en 1996.
- Les Dames du Port-Royal. Ce n'est pas un lieu, mais une plaque taillée dont le maintien en l'état est dû à un travail mené par des cataphiles. Située près du couvent du même nom, elle était malheureusement placée au ras du sol, ce qui la rendait vulnérable à des éclaboussures et au remblai situé au sol de la galerie. En 2003, des cataphiles creusent un trou en forme de demi-cercle sous la plaque, afin de la protéger du passage : ils y ajoutent un petit muret de pierre, ainsi qu'un drain profond d'un mètre qui permet l'écoulement de l'eau dans le sol.
- La Galerie des Promos. Dans la continuité de la galerie Saint-Jacques, sous la rue de la Tombe-Issoire, on peut admirer des fresques peintes par les promotions de l'école des Mines depuis maintenant 20 ans. Chaque année, une nouvelle fresque est peinte. L'école des Mines possède une histoire mêlée à celle du GRS : les étudiants géomètres s'entraînent en effet à faire des mesures en carrière.

### Quartier Sarrette

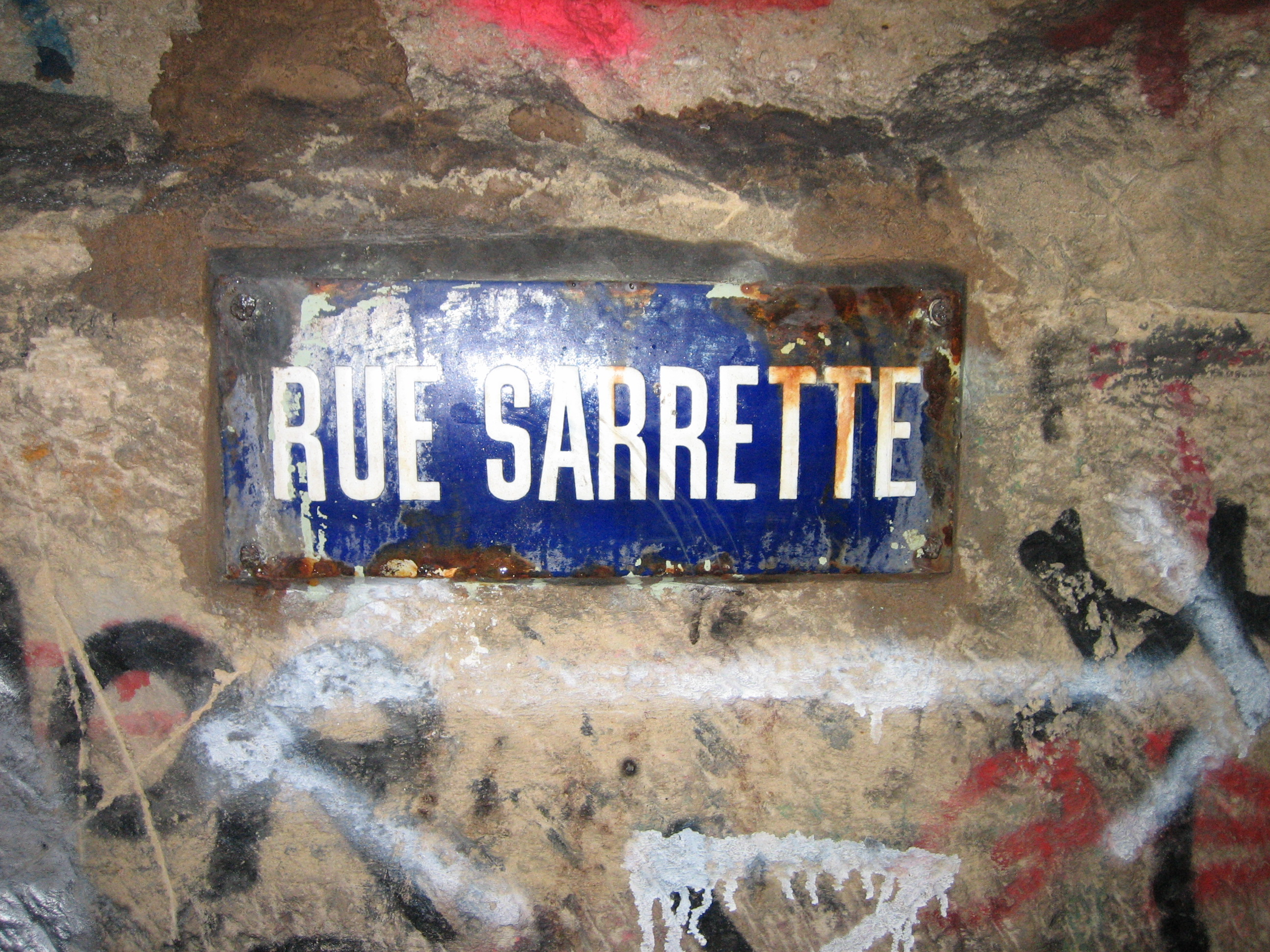
Plaque émaillée du début du XXe siècle balisant une galerie sous la rue Sarrette.

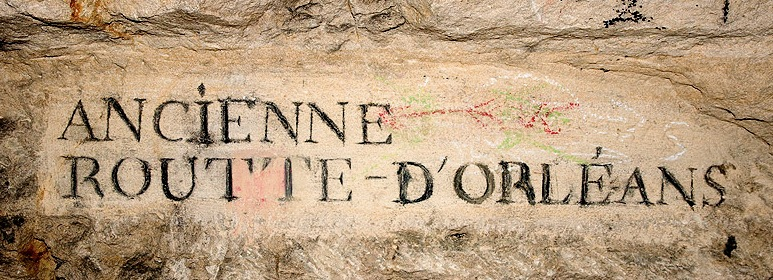
Plaque de rue de l'ancienne route d'Orléans (actuelle rue de la Tombe-Issoire).

Reproduction de La Grande Vague de Kanagawa d'Hokusai à La Plage.

Situé sous la rue Sarrette et aux alentours, ce secteur est le plus fréquenté par les cataphiles. On y trouve plusieurs salles assez grandes, dont la plupart ont été réaménagées plusieurs fois depuis les années 1980, soit pour les décorer (en y peignant des fresques notamment), soit pour y installer entre autres des bancs et des tables. Le quartier Sarrette a été largement conforté pendant les années 1890, sous les inspectorats de Keller et de Wickersheimer, ce dont témoignent de nombreuses plaques taillées ou émaillées : malgré cela, la galerie située sous la rue voisine Alphonse Daudet se caractérise par un ciel fissuré ainsi que plusieurs fontis.
Conséquence de sa popularité, ce secteur est l'un des plus sales et des plus tagués du GRS. Certaines hagues (murs de pierre sèche) se sont effondrés, laissant des tas de remblai sur le bord des galeries. Il est courant d'y rencontrer du monde le week-end.
Les principales salles du quartier Sarrette sont :
- Le Château. Très petite en taille (il est presque impossible de s'y tenir debout), cette salle aménagée durant l'été 2000 est cependant l'une des plus prisées par les cataphiles. Quatre gargouilles taillées dans la roche surplombent les visiteurs, qui peuvent s'asseoir sur des bancs circulaires placés autour d'une table de pierre, elle-même surmontée d'un lustre. Au fond de la salle se trouve un château sculpté auquel le lieu doit son nom[22]. Depuis, la salle a subi de multiples dégradations[23].
- La salle Marie-Rose. Située sous la rue du même nom, elle est constituée de plusieurs pièces dont certains murs ont été peints. S'y trouve un squatt circulaire, en contrebas par rapport au niveau moyen du sol de la carrière, ainsi qu'une plaque en mémoire de Foxy (cataphile décédée d'un cancer) dont les alentours sont décorés par des fleurs et un bougeoir.
- La Plage. Cette salle est très probablement la plus célèbre du GRS, comme en témoigne sa fréquentation élevée depuis le tout début de la cataphilie. Il s'agit d'un vide de carrière aménagé en brasserie vers la fin du XIXe siècle, conforté une première fois par l'Inspection, puis une seconde fois par les brasseurs eux-mêmes qui y ont édifié des murs maçonnés épais ainsi que des piliers de soutènement à chapeaux trapézoïdaux. Comme Marie-Rose, la Plage est en réalité composée d'un complexe de pièces (c'est aussi le cas du Cellier). Son sol est recouvert par du sable de comblement (d'où son nom). On peut voir sur l'un des murs une large fresque imitant La Grande Vague du peintre japonais Hokusai[24]. Au début du XXe siècle, la salle était occupée par la brasserie Dumesnil, puis les brasseries Louxor et de l'Espérance[25].
- Le Cellier. Comme son nom l'indique, cette salle a servi de cellier au XIXe siècle ; elle a également servi de cave et de brasserie à la marque de bière Gallia, qui a elle-même conforté le lieu en y construisant des arches en béton et des piliers de soutènement semblables à ceux de la Plage. D'abord séparée du réseau, cette salle a été mise en communication avec lui à la fin des années 1980. Depuis, des cataphiles y ont réalisé un certain nombre d'aménagements, notamment plusieurs fresques colorées dont certaines sont des imitations d'œuvres célèbres (par exemple La Source d'Ingres ou une peinture métaphysique de Chirico)[26].

### Carrefour des Morts
En 1824, le cimetière du Sud (actuel cimetière du Montparnasse) est créé en remplacement des cimetières de Vaugirard et Sainte-Catherine. Il est étendu en 1847 vers le sud-est. Au-dessous se trouvent des kilomètres de galeries peu ou pas du tout confortées, d'autant plus dangereuses que la carrière avait été exploitée sur deux niveaux. Lorsque l'Inspection entame les travaux de confortement, la ville de Paris lui donne dix ans. Il lui en faudra vingt pour venir à bout du chantier, qui n'est terminé qu'en 1867. Au niveau supérieur, les espaces vides situés sous les divisions du cimetière sont presque tous remblayés ou maçonnés ; les galeries d'inspection laissées en place à ce niveau, quant à elles, suivent rigoureusement le tracé des allées en surface. Elles forment un véritable repère orthonormé, constitué de droites (perpendiculaires ou symétriques) et de ronds-points. Au niveau inférieur, quelques galeries sinueuses, reliques de l'ancienne exploitation du lieu, sont toujours visibles. Lorsque les travaux sont achevés, près de huit kilomètres de galeries s'alignent sous le cimetière du Montparnasse, tandis que neuf escaliers relient les deux niveaux.
Situé près du centre géographique du réseau, le carrefour des morts doit son nom aux nombreux petits ossuaires qu'il contient. À partir des années 1870, cette partie du réseau a en effet servi d'annexe aux catacombes officielles qui étaient pleines et que l'on ne pouvait plus agrandir. Des ossements issus de diverses fosses communes furent jetés dans les carrières, par les puits d'extraction, puis entreposés en tas à différents endroits. Depuis, cet ossuaire est devenu le deuxième plus grand de la ville de Paris après les catacombes municipales.
Outre les ossements que l'on peut y trouver, ce secteur se caractérise par des confortements soignés, souvent en voûte ou en encorbellement, ainsi que par une grande quantité de maçonneries. Les escaliers reliant le niveau supérieur à l'inférieur sont également des chefs-d'œuvre d'architecture souterraine :

« Entre autres merveilles, le quartier des cimetières compte sans doute les plus beaux escaliers du GRS. Ceux-ci communiquent entre les deux niveaux de galeries. Ils méritent à eux seuls une visite de ces galeries cheminant entre les étages. Les architectures de ces escaliers sont pratiquement toutes différentes, formées d'ajustements parfaits de blocs soigneusement taillés. Certains possèdent des paliers, sont en colimaçon, surmontés de voûte ou d'un ciel plat. Le plus beau d'entre eux est sans conteste l'escalier [dit] de Cristal, baptisé ainsi pour les reflets que créée la lumière sur ses marches d'une blancheur d'albâtre. »

Le secteur, peu fréquenté par les cataphiles, ne comporte qu'un nombre réduit de salles. Les deux plus connues sont le Bureau du centre, petite salle carrée pourvue d'un linteau à son entrée et décorée à l'aide d'ossements croisés ou empilés, ainsi que la salle des Cochons, pourvue d'un banc, d'un bar d'un large pilier à bras.

### Quartier Notre-Dame-des-Champs
De la même manière que le quartier Sarrette représente typiquement le sud du GRS, le quartier Notre-Dame-des-Champs constitue ce que les cataphiles appellent généralement le Nord. Comme son nom l'indique, la galerie centrale du secteur est celle située à l'aplomb de la rue Notre-Dame-des-Champs. Le quartier dans son ensemble s'étend du boulevard du Montparnasse au boulevard Saint-Michel, avec le jardin du Luxembourg pour limite nord, bien que certaines galeries passent au-dessous.
Ce secteur se caractérise par des galeries, des lieux et des aménagements particulièrement variés. On y trouve aussi bien, à sa limite avec le carrefour des Morts (du côté du boulevard Edgar-Quinet), des galeries en pierre meulière, que des confortations plus anciennes datant de la Terreur. Sous le boulevard du Montparnasse, le visiteur peut admirer tantôt de grandes arches, notamment une en croisée d'ogives, tantôt des boîtes noires situées dans des niches bétonnées, reliques des câbles téléphoniques PTT qui y avaient été installés pendant la guerre froide.
De 1814 à 1824, deux équipes de l'IGC mettront près de dix ans à forer quelque 400 m de galerie, en raison de l'exceptionnelle dureté de la masse rocheuse située sous la rue d'Assas. C'est seulement à ce prix que l'Inspection a pu être sûre qu'aucune exploitation ancienne, abandonnée et dangereuse, ne subsistait à cet endroit. En 1824, l'inspecteur en chef Héricart de Thury fait bâtir, sous l'actuelle pépinière du Luxembourg, une fontaine « naturelle ». Il s'agit d'un coin de roche perméable, de laquelle goutte naturellement de l'eau. Thury, en constatant ce phénomène géologique, a l'idée d'en profiter pour construire une fontaine. Sous sa direction seront édifiés un bassin en pierre, contenant l'eau claire qui provient de la roche, un premier escalier droit à double rampe, un second escalier menant à une échelle d'étiage grâce à laquelle il était possible de mesurer le niveau d'eau de la nappe phréatique, ainsi que deux piliers carrés maçonnés.
Quelques années plus tôt, un tragique événement a permis au secteur de comporter un nouvel aménagement. En 1793, un portier travaillant au Val-de-Grâce, du nom de Philibert Aspairt, fait usage des clés auxquelles sa fonction lui donne droit pour s'introduire en carrière, à la recherche des caves de l'ancien monastère des chartreux, situé non loin de là. Les moines viennent alors d'être expulsés et leur monastère nationalisé : une rumeur prétend que plusieurs bouteilles de chartreuse, boisson produite par les moines, se trouveraient encore dans ces caves… Aspairt entre en carrière via un petit kiosque situé dans la cour du Val-de-Grâce et entame son périple. Probablement muni d'un plan ou d'une quelconque indication, il prévoit sans doute un trajet de quelques heures tout au plus, et ne s'est peut-être équipé que d'une chandelle ou d'une lampe à huile, dont on ne sait même pas s'il pouvait les rallumer. Malheureusement pour lui, le réseau est beaucoup plus grand, les galeries plus complexes et plus déroutantes, que ce qu'il imaginait. Sa bougie finit par s'éteindre et Aspairt, errant dans l'obscurité sans eau ni nourriture, s'écroule sous le boulevard Saint-Michel.
Son squelette ne sera retrouvé que onze ans plus tard, en 1804. Il sera identifié grâce au trousseau de clés qui se trouvait encore à sa ceinture. Guillaumot, alors inspecteur en chef, décide de le faire enterrer sur place. Quelques années plus tard, Héricart de Thury fait ériger un tombeau acrotère en son honneur. Une théorie alternative constate toutefois un curieux manque de traces au sujet de l'histoire de Philibert Aspairt, et développe l'hypothèse selon laquelle le portier du Val-de-Grâce n'aurait en fait jamais existé, mais serait un mythe inventé pour décourager les imprudents désireux de s'aventurer dans les carrières.
Les principaux lieux du quartier Notre-Dame-des-Champs sont :
- La salle de l'Apéro. Vide de carrière laissé à l'abandon pendant une longue période, il fut transformé en salle par des cataphiles, puis de nouveau abandonné. En 2009, il a été réaménagé par d'autres cataphiles, qui y ont construit des bancs arrondis, ajouté un crochet et refait une table qui menaçait de s'effondrer. Outre ces éléments récents, la salle comporte un pilier à bras, un puits (à moitié comblé), ainsi qu'un large front de taille. L'endroit est devenu un squat particulièrement apprécié en raison de sa vaste taille et de ses aménagements récents.
- Le bar des Rats. Cette salle était reliée à la surface par un escalier en colimaçon dont la hauteur indiquée est de 17,525 6 mètres (il a été mesuré en pieds et le nombre en mètres a été obtenu par conversion, d'où la décimale à quatre chiffres). On y trouve une échelle d'étiage graduée, accessible par un escalier droit, des chaises provenant du jardin du Luxembourg, un muret avec trois piliers à bras ainsi que plusieurs fresques[33],[34].
- L'abri Faco. Situé sous l'actuel no 117 de la rue Notre-Dame-des-Champs, cet ancien abri aérien datant de la Seconde Guerre mondiale est destiné aux civils. Plus haut de plafond que l'abri Montparnasse, il est toutefois moins fréquenté[35].
- La salle Anschluss. Anciennement appelée Dibim, elle a été refaite durant les années 2000 par des cataphiles motivés. Ceux-ci ont mis près d'un an à construire la nouvelle salle, qui se distingue par des maçonneries arrondies uniques dans le réseau, ainsi que par un puits à échelons central[36].

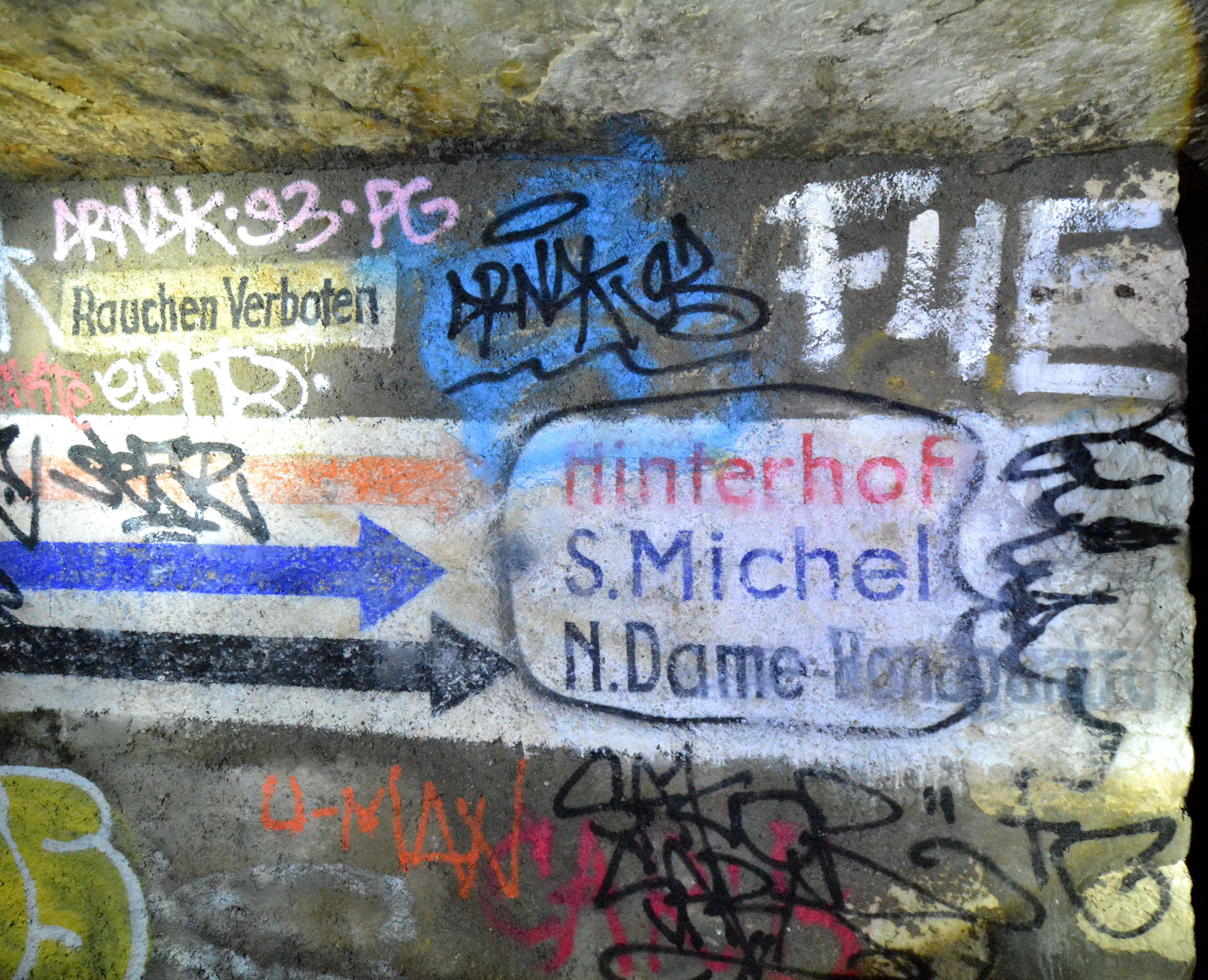
Dans le bunker allemand.

- Le bunker allemand. Situé sous le lycée Montaigne, il s'agit de l'abri aménagé par l'armée d'occupation en 1941 à des fins de défense passive. Accessible uniquement par des chatières (espaces étroits), le bunker possède une atmosphère toute particulière en raison des renforcements qui recouvrent les murs, mélange de meulière et de béton projeté, qui côtoient des maçonneries et fronts de taille plus anciens. On peut y trouver de nombreuses traces de l'usage militaire du lieu, telles que des restes d'installation électrique, des flèches indiquant les sorties et les entrées, ainsi que des toilettes chimiques[37].
- La tombe de Philibert Aspairt. Située à l'extrême est du secteur, près de la rue Saint-Jacques, la stèle du portier du Val-de-Grâce est devenue un passage obligé pour les nouveaux. Différentes façons d'honorer sa mémoire ont cours chez les cataphiles : certains versent de la bière ou du vin sur sa tombe, d'autres laissent des fleurs ou une bougie allumée, d'autres encore ramènent des os qu'ils ont pris au carrefour des Morts, bien que ce genre de pratique ne soit pas toujours vue d'un très bon œil en souterrain[38].

### Val-de-Grâce
L'exploitation des carrières situées sous le Val-de-Grâce date du milieu du Moyen Âge, peut-être au-delà. Elles ont été abandonnées au XIIIe siècle, puis oubliées jusqu'au XVIe siècle, date à laquelle l'ordre religieux des Ursulines s'installa au-dessus. En 1621, Anne d'Autriche, épouse du roi Louis XIII, acquiert une parcelle du terrain des Ursulines : elle y fait aménager l'hôtel particulier du Petit-Bourbon, déjà présent, et le rebaptise abbaye du Val-de-Grâce pour y installer une communauté de Feuillantines en 1622. Cependant, tandis que les religieuses remercient leur bienfaitrice, celle-ci est tourmentée par de gros problèmes personnels. En effet, afin d'assurer la pérennité de la dynastie royale, Louis XIII veut d'elle un héritier mâle, mais Anne d'Autriche échoue à lui en donner un. Désespérée, elle fait le serment de bâtir une église à la Sainte Vierge si Dieu exauce son vœu et lui donne un enfant mâle. En septembre 1638, après vingt-deux ans de tentatives infructueuses, naît un dauphin qui sera le futur Louis XIV. Un an après, Anne d'Autriche pose la première pierre de l'église, sur laquelle est gravée l'inscription : « Pour la grâce longtemps désirée de l'heureuse naissance d'un dauphin. 5 septembre 1639. »
On charge François Mansart, le plus prestigieux des architectes de l'époque, de dresser les plans et de diriger la construction de l'église. Seulement, il y a un hic : la future église du Val-de-Grâce se trouve juste au-dessus d'anciens vides de carrière, où les bancs de calcaire avaient été exploités sur une hauteur allant jusqu'à six mètres. Construire sur un tel vide provoquerait un effondrement immédiat, c'est pourquoi Mansart fait ériger des confortations monumentales dans la partie concernée de la carrière. De gigantesques voûtes et maçonneries, aussi hautes que l'ancienne exploitation, sont bâties. En octobre 1646, la carrière est totalement confortée et la construction peut se faire sans danger. Toutefois, Mansart a construit des confortations si importantes qu'il a dû dépenser, pour les voir achevées, la quasi-totalité du budget destiné à l'ensemble des travaux, alors que l'église, en surface, s'élève à peine jusqu'au premier étage. Mansart est remercié et remplacé par Jacques Lemercier, qui terminera l'église selon les plans laissés par son prédécesseur.
Sous la grande cour du Val-de-Grâce se trouve l'escalier Mansart. Il s'agit d'une ancienne descente, condamnée à la suite d'un éboulement, puis aménagée en escalier au XVIe siècle (escalier grandement remanié par Guillaumot en 1777). Bien qu'il n'ait pas été construit par Mansart lui-même, l'escalier a été baptisé ainsi en raison des confortations que l'architecte avait fait construire à proximité. Il est aujourd'hui classé monument historique. Cet escalier est unique en son genre, la plupart des escaliers reliant la surface aux carrières ayant été construits en colimaçon, par commodité, jusqu'en 1940.
Dans les années 1930, la Cagoule, organisation fasciste et terroriste, projette de mener un coup d'État. Ses membres se réunissent parfois dans le GRS. Munis d'indications sommaires (du type « à tel carrefour, prendre à gauche, puis cinq pas et tourner à gauche »), ils se retrouvent dans diverses salles qu'ils désignent par des lettres. Parmi ces salles, la plus lointaine est désignée par la dernière lettre de l'alphabet, à savoir le Z. Cette salle n'est autre que celle confortée par Mansart en 1645-46 : antichambre du réseau du Val-de-Grâce, elle gardera son nom « cagoulard » et est encore aujourd'hui désignée par les cataphiles sous le nom de salle Z.
Non loin du jardin du Val-de-Grâce, à l'aplomb de l'angle nord-est du cloître, une salle contient un puits maçonné où se trouvent deux orifices symétriques, en forme de mâchicoulis, d'une hauteur de 80 cm. De par sa largeur, ce puits est trop étroit pour permettre à un homme d'y passer : il était en fait situé au pied des latrines du pavillon de la Reine, et a été surnommé, pour cette raison, « trou de service de Madame la Reine ».
Quasiment coupé du reste du GRS, le Val-de-Grâce constitue un réseau dans le réseau. Il est le seul secteur où les anciennes galeries d'exploitation, soutenues par des piliers tournés laissés dans la masse, existent toujours (leur hauteur d'origine était généralement de quatre mètres et elles ont été à moitié remblayées, ce qui laisse une hauteur proche de deux mètres). Au lieu de suivre le tracé des rues ou des allées en surface, ces galeries suivent directement les veines de roche et les bancs exploités par les carriers du Moyen Âge. Il en résulte un réseau tortueux, sinueux, où l'on peut se perdre très facilement en dépit de l'abondance de signes et de plaques laissées un peu partout. Certaines salles contiennent des bancs en béton, vestiges d'une utilisation défensive du réseau dans les années 1940 ; d'autres, issues d'un aménagement plus récent, permettent au visiteur qui s'est aventuré dans ce sous-réseau d'y faire une halte. Sous l'église du Val-de-Grâce, des confortations en béton du XXe siècle constituent une sorte de couloir appelé le Corridor.
Voici comment René Suttel décrit le secteur :

« Les carrières du Val-de-Grâce, dédale aux arêtes rocheuses déchiquetées accrochant la lumière, aux zones d'ombre menaçantes, ont conservé leur ancien caractère. Vides aux ciels irréguliers, galeries tortueuses et enchevêtrées, ronds-points imprévus ornés de rustiques bancs de pierre, salles soutenues par des piliers à bras ou de larges piliers tournés, tout concourt à donner une impression d'inconnu et de mystère. »

Peu fréquenté par les cataphiles en raison de son éloignement et de la difficulté à s'orienter dans ses galeries, le secteur du Val-de-Grâce contient néanmoins plusieurs endroits notables.
- La salle Z. Haut lieu de fêtes clandestines au cours des années 1980, elle est la salle la plus vaste de tout le GRS, ce qui permettait à plusieurs centaines de personnes de s'y trouver en même temps. La fermeture des accès avoisinants a fait largement diminuer la fréquentation depuis lors, mais les confortations monumentales érigées par Mansart sont toujours là, avec leur cortège de tags et de détritus comme trace de la période fêtarde[43].
- La salle des Radios, ainsi baptisée pour avoir servi de lieu de stockage aux radiographies de l'hôpital militaire du Val-de-Grâce jusque dans les années 1970.
- La salle Électrogène, utilisée pendant la Seconde Guerre mondiale pour alimenter en électricité l'abri antiaérien situé juste à côté. On y trouve aujourd'hui une fresque montrant une partition.
- Le Corridor, couloir massivement conforté et utilisé comme abri antiaérien à la même période. Bien qu'il ne s'agisse pas vraiment d'une salle, il est possible d'y trouver plusieurs bancs en béton armé, témoignant de l'époque où des civils s'y réfugiaient pour échapper aux bombardements aériens.
- Les Bermudes, zone humide remplie de piliers carrés et rectangulaires, dans laquelle il est très facile de se perdre.

### 15enord
Principalement consolidé pendant la seconde moitié du XIXe siècle, ce secteur est situé à l'extrême ouest du GRS. Il se caractérise par une grande quantité de galeries rectilignes qui constituent les plus longues du réseau. Très vaste, il n'est cependant pas l'un des secteurs favoris pour la balade ; si l'on excepte les galeries situées sous le boulevard de Vaugirard, c'est l'un des secteurs les moins fréquentés par les cataphiles. Ceci s'explique principalement pour deux raisons. D'abord, le secteur est loin de la plus grande partie des salles aménagées, et ses longues galeries le rendent pénible à parcourir ; ensuite, et cette seconde raison découle sans doute de la première, le secteur n'a presque pas bénéficié d'aménagements cataphiles. On n'y trouve donc que des galeries, ou presque, pour très peu de bancs ou de tables qui permettraient d'y faire une pause.
L'histoire des carrières du 15e nord commence plus tardivement que celle des autres secteurs du réseau. Bien que quelques aménagements y aient réalisés sous Guillaumot, en très petit nombre, le secteur ne sera réellement conforté qu'à partir des années 1860, principalement par la construction d'encorbellements et de murs maçonnés.
En 1901-1902, au cours de la construction du métropolitain, certaines des galeries situées sous le boulevard de Vaugirard sont reconfortées à la pierre meulière, afin de supporter le poids du métro qui passe juste au-dessus d'elles (la meulière supporte mieux les vibrations du métro que le calcaire). Dans les années 1930, l'une de ces galeries se voit partiellement bétonnée et ré-aménagée en abri de défense passive. L'abri, situé juste au-dessous du centre postal du boulevard, a été construit à l'usage des seuls personnels postaux, comme en témoigne sa taille réduite et le peu de pièces qui le constituent. Il a néanmoins été équipé d'un système d'éclairage électrique et de ventilation.
Le déploiement téléphonique en carrières sous Paris a débuté dans l'entre deux guerres. Dans les années 1960, alors que le téléphone se démocratise, en pleine guerre froide, il est décidé d'intensifier l'utilisation des galeries des carrières pour y faire passer des lignes téléphoniques PTT. Ces galeries se situent à une vingtaine de mètres sous la surface du sol, ce qui permettrait de mettre les télécommunications en sécurité contre toute attaque aérienne, tout en évitant d'avoir à creuser de nouvelles galeries techniques un peu plus haut pour les y faire passer. Des répéteurs téléphoniques, grandes boîtes noires destinées à amplifier le signal sonore, sont installés aux abords de certaines galeries, ainsi qu'une grande quantité de câbles qui constituent le réseau téléphonique proprement dit. Les câbles ont été retirés par la suite, et il n'en reste aujourd'hui plus du tout. Quant aux répéteurs, ils sont abandonnés sur place en raison de leur poids et du prix que coûteraient leur démantèlement et leur évacuation. On peut encore les apercevoir aux abords de certaines galeries, protégés de l'eau par des niches en béton construites spécialement pour eux.
Dans les années 1970, la tour Montparnasse est bâtie au-dessus de plusieurs galeries du réseau. Ses fondations, faites d'acier et de béton armé, plongent à 70 mètres de profondeur, soit bien en dessous des carrières : celles-ci, du boulevard Edgar-Quinet à l'avenue du Maine, seront soit injectées, soit bétonnées et utilisées comme caves de la tour. Une porte située dans ces caves permet d'entrer directement en carrière via une galerie bétonnée très étroite.
Les lieux notables des carrières du 15e nord sont :
- L'abri Montparnasse. Après la Seconde Guerre mondiale et la guerre froide, l'abri est progressivement abandonné, faute d'utilité. Ses portes au blindage épais, qui l'isolaient du reste des carrières, sont descellées par des cataphiles. Rapidement, l'abri devient un lieu de passage, puis un squat ; les anciennes portes y servent désormais de tables, autour desquelles les cataphiles ont aménagé des bancs de fortune. Plusieurs petites fresques seront également peintes sur le béton.
- La salle du Drapeau. Située à l'ouest de l'abri, cet endroit est en fait une grande cloche de fontis maçonnée lors de la construction du métro. Il se distingue par son plafond très haut (neuf mètres), ainsi que par un ancien écusson peint aux couleurs du drapeau français, d'où il tire son nom.
- Le rond-point des Fourneaux. Ce n'est pas un squat, mais un ensemble de galeries situées à l'aplomb de la place Falguière. Ces galeries, hautes de plafond, se distinguent par une grande quantité de plaques indicatives. On trouve aussi, au nord-ouest du rond-point, un petit banc en béton, le secteur se caractérise par la présence étrange de cafards rouges.
- La salle de Gym. Anciennement appelée ainsi à cause d'une barre de fer plantée à l'entrée de la salle, avec laquelle il était possible de faire des tractions, elle a été à moitié remplie de bentonite lors d'une injection en 2010[48].

### Montsouris
Sous l'actuel parc de Montsouris se trouvent de vieilles carrières exploitées dès le XIVe siècle. Il s'agissait d'une carrière à ciel ouvert portant le nom de Cybèle ou Cibelle. Lorsque des galeries ont été creusées en souterrain, en raison de la trop grande place que prenait l'exploitation, on pouvait y entrer par une bouche de cavage, reliée au niveau normal du sol par une pente douce.
En l'an 1869, un parc est construit tout autour de l'ancienne fosse d'exploitation afin de fournir un espace vert au quartier. Tout le vide de surface n'a cependant pas été comblé, et ce qui reste du vide sera rempli d'eau, d'où l'actuel lac artificiel que l'on peut voir dans le parc. Lors de sa construction, ce lac a dû être rempli deux fois ; en effet, la première fois, toute l'eau s'est brusquement vidée dans les carrières lorsque le parc était inauguré, et l'ingénieur chargé de la supervision des travaux s'est suicidé peu après.
À la même période, un immense réservoir à eau est construit par Eugène Belgrand sur ordre du baron Haussmann. Il s'agit du réservoir de Montsouris. D'abord destiné à recevoir les eaux de l'aqueduc de la Vanne, il va nécessiter d'énormes travaux de consolidation. Ceux-ci seront menés à bien de 1868 à 1873. À l'issue des travaux, les fondations du réservoir sont quadrillés sur un souterrain rectangulaire de 3 600 m2, où se trouvent pas moins de 1800 piliers maçonnées épais, indiqués par un grand nombre de repères (plaques, chiffres, lettres), et cinq cloches de fontis consolidées. Ce souterrain faisait initialement partie du GRS : il n'est aujourd'hui plus raccordé au réseau, toutes les galeries d'accès ayant été murées. Un câble à haute tension segmente les souterrains du réservoir.

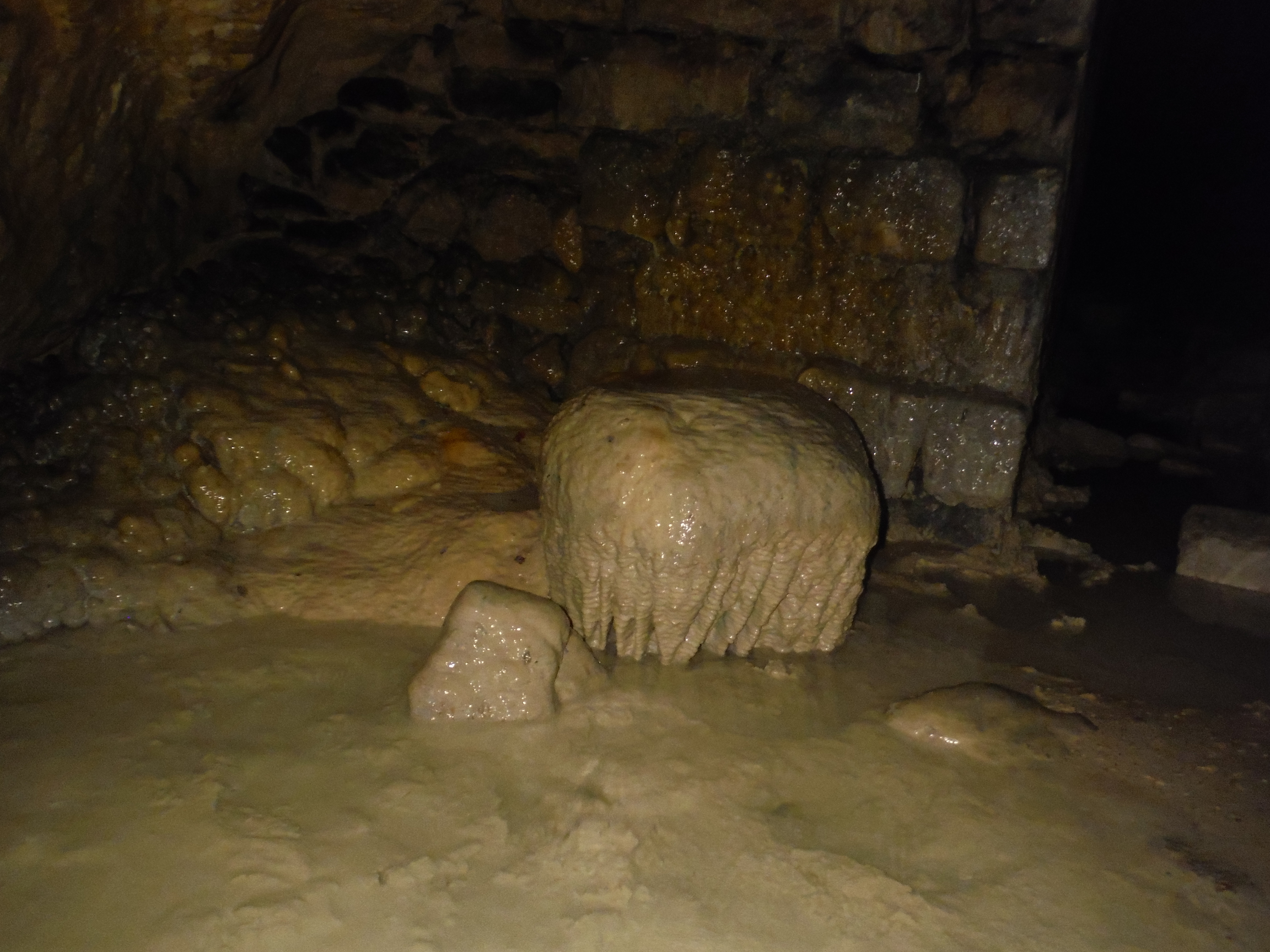
La Méduse

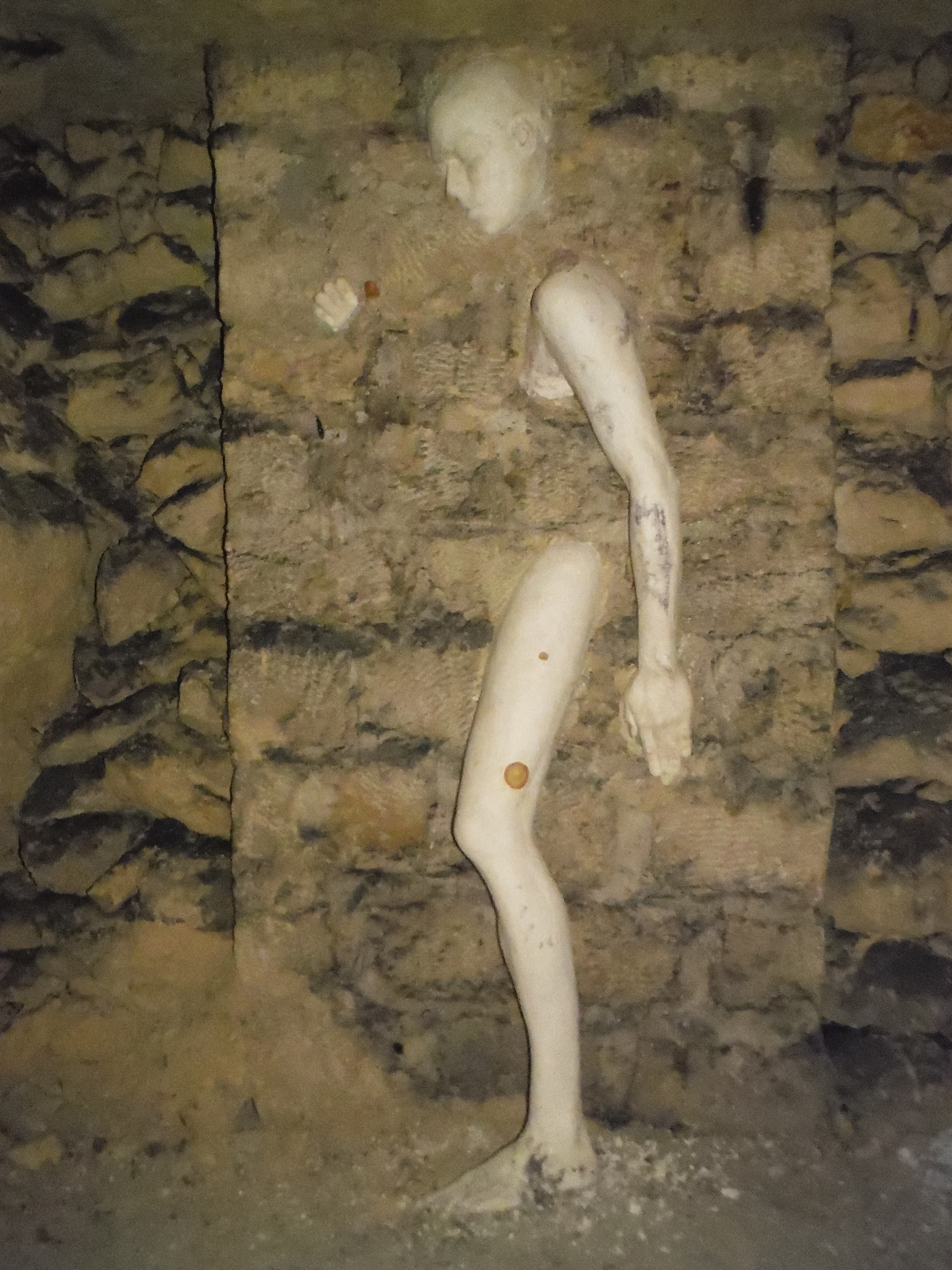
Le Passe-muraille en 2016

Délimité par la rue Nansouty à l'ouest et par l'avenue Reille au nord, le secteur de Montsouris rappelle celui du Val-de-Grâce quoique d'ampleur plus petite. Ses galeries ne suivent pas le tracé des chemins du parc en surface – ce qui n'est guère étonnant si l'on considère qu'elles sont beaucoup plus anciennes que le parc en question –, mais les veines de roche extraites par les carriers du Moyen Âge. Elles forment un dédale où il est très facile de se perdre, en dépit de sa taille réduite. On peut y voir des traces historiques, souvent réalisées au fusain par des visiteurs du XIXe siècle. Malheureusement, un grand nombre de plaques indicatives du secteur, pour la plupart en liais, ont été volées. René Suttel, dans sa description des carrières de Montsouris, évoque la présence de chauves-souris (aujourd'hui disparues) dans le secteur.
De 2000 à 2001, la construction de la ZAC Montsouris réduit considérablement la taille du secteur. De nombreuses galeries et salles, situées entre la rue d'Alésia et l'avenue Reille, sont murées et injectées. Parmi elles, un endroit presque entièrement inondé appelé la Plage Corse (soutenu par des piliers à bras construits avant l'inondation) et deux salles, la salle des Céramiques et la salle du Béton Mou, qui disparaissent sous les injections. Parallèlement (et il s'agit d'un fait rarissime dans les œuvres de l'actuelle IGC), des murs de consolidation à l'ancienne ont été construits avenue Reille, qui contrastent avec les maçonneries plus vieilles par leur blancheur.
Bien que le secteur de Montsouris ait perdu beaucoup d'attrait à la suite de la disparition de sa partie nord, il en reste néanmoins plusieurs salles et endroits notables. Ces lieux sont :
- Une concrétion appelée la Méduse. Située au nord de l'avenue Reille, elle est à l'extrême limite des galeries disparues en 2000-2001. Elle doit son nom à une forme étrange qui la fait ressembler à l'invertébré marin.
- La salle KCP. Baptisée par les initiales des cataphiles qui en sont à l'origine, elle se caractérise par plusieurs bancs, dont l'un sur lequel un tailleur de pierre a sculpté une petite ville, des masques et des décorations diverses.
- La salle du Bout du Monde. Située à l'extrême sud du secteur, elle est appelée ainsi en raison des efforts qu'il faut faire pour l'atteindre à travers le dédale de Montsouris. Il s'agit d'une salle de forme rectangulaire, où se trouvent des bancs, une table et une niche placée tout au fond[52].
- Le Passe-muraille - une sculpture d'un homme qui marche à travers les murs. Créé ici en 2013 pour remplacer l'ancien Passe Muraille qui était situé dans la région de La Vanne et vandalisé peu avant.

## Accès
Pour les visiteurs, on mentionnera bien sûr les Catacombes de Paris, seule partie du réseau ouverte au public. Il s'agit d'un musée de la ville de Paris, dont est gratuite pour les moins de 18 ans et pouvant coûter jusqu’à 29 € pour les tickets avec accès prioritaires. Sur invitation, les carrières de Cochin sont également visitables, cependant il s'agit d'un musée privé dont la gestion appartient à la SEADACC (Société d'études & d'aménagements des anciennes carrières des Capucins). Ces deux réseaux font géographiquement partie du GRS, mais en sont techniquement séparés, les galeries qui permettaient de passer de l'un à l'autre ayant toutes été injectées.
En ce qui concerne le grand réseau sud proprement dit, plusieurs accès spécialisés existent. Il s'agit généralement d'escaliers, qui mènent à des plaques ou à des portes fermées à clef. L'un d'entre eux se situe sous l'ancien siège historique de l'Inspection (3 avenue du Colonel-Henri-Rol-Tanguy), un autre se trouve près de la prison de la Santé, un autre encore se situe à l'extrême nord du réseau.
S'il a existé par le passé près de trois cents accès en carrière, la plupart ont depuis été fermés par l'Inspection afin d'empêcher les intrusions des cataphiles. La fréquentation du réseau, en dehors de l'ossuaire officiel et de Cochin, est interdite sans mandat et réprimée par l'arrêté du 2 novembre 1955. Tout contrevenant encourt une amende de 69 € (38 €, pour violation d'arrêté préfectoral, à quoi s'ajoute 31 € de frais de dossier) et court le risque de se perdre s'il ne connaît pas le tracé des galeries, de tomber à court de lumière ou de provisions, de tomber dans un puits, etc.